# Kivdo-Tiukan
Kivdo-Tiukan (en rus: Кивдо-Тюкан) és un poble de l'óblast de l'Amur, a Rússia, que el 2018 tenia 31 habitants, pertany al districte de Bureiski.